# Julio Martínez Calzón

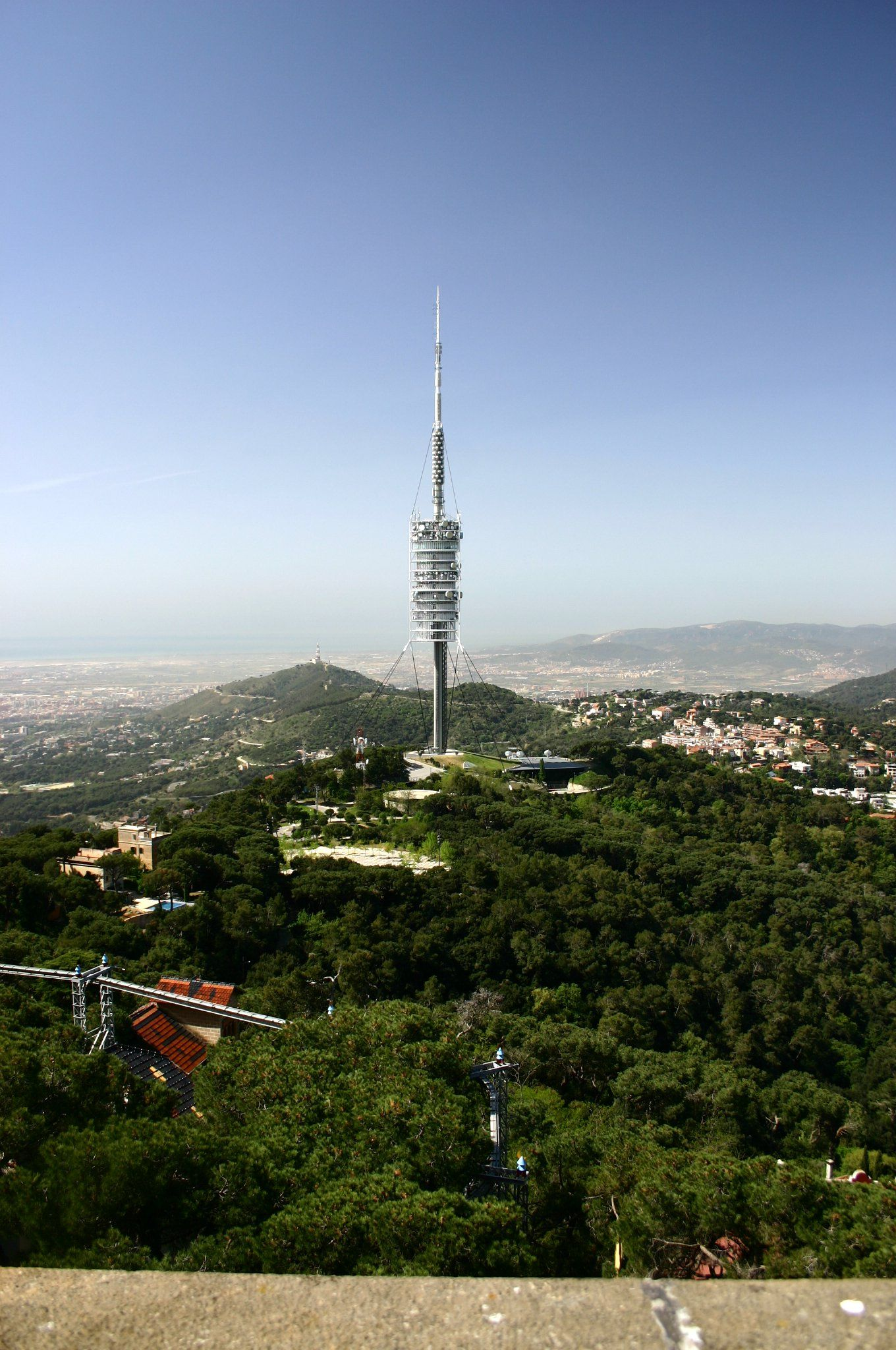
Torre de Collserola.

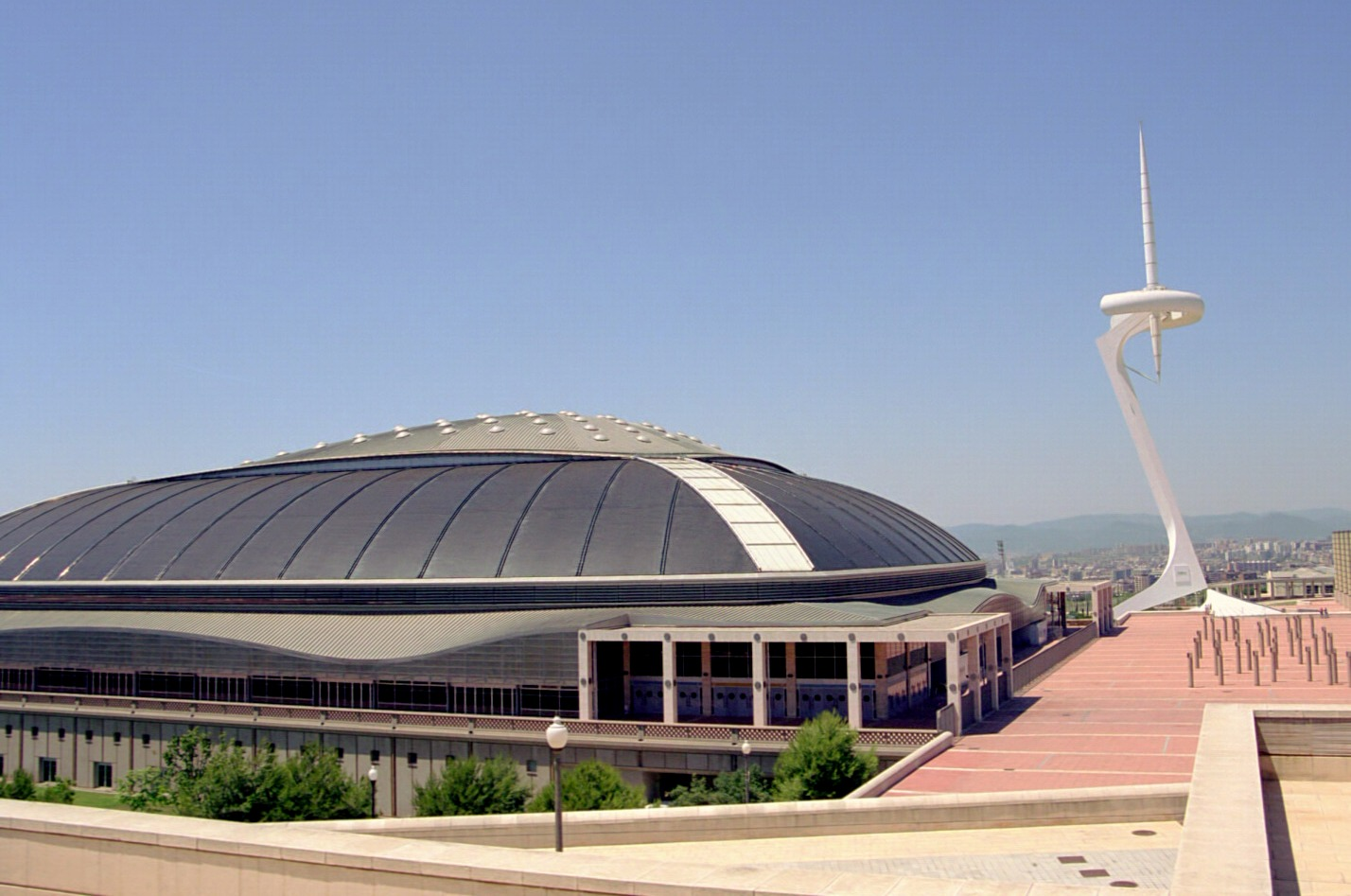
Palau Sant Jordi.

Julio Martínez Calzón (Valencia, 1938 - Madrid, 26 de septiembre de 2023), fue un Ingeniero de Caminos, especializado en puentes y estructuras de gran audacia y complicación.

## Construcciones realizadas
Martínez Calzón, fue galardonado con el Premio Internacional Puente de Alcántara 1992 por haber construido la Torre de Collserola y haber cumplido, 43 años de docencia en las escuelas de Ingenieros de Caminos de Madrid y Santander. Ha colaborado en la construcción de 26 puentes, la mayoría, de ellos en colaboración con el ingeniero José Antonio Fernández Ordóñez, puentes construidos desde 1970, sobre los ríos en Martorell, en Tortosa (puente del Milenario de Cataluña), Sevilla (Puente del Centenario), Córdoba, Valencia, San Sebastián, Bilbao, pasos en ciudades, viaductos para alta velocidad, y obras en Canadá y Uruguay. También ha participado en la construcción de 24 estructuras para diferentes edificios, de arquitectos como Juan Navarro Baldeweg (Museo de Altamira, Teatros del Canal), Pei (Torre Espacio), Rubio & Álvarez-Sala (Torre PwC),  Cruz y Ortiz (La Peineta), Foster (Collserola), Miralles y Tagliabue (Gas Natural), Moneo (Sede del Gobierno de Cantabria), Arata Isozaki (Palau Sant Jordi) y Vázquez Consuegra (Torre Tavira II).